# Donata Devidé-Nedela
Donata Devidé-Nedela (Ludbreg, 19. kolovoza 1911. – Zagreb, 4. travnja 1996.) bila je hrvatska geologinja.

## Životopis
Rođena je u Ludbregu 19. kolovoza 1911. U Zagrebu je diplomirala. Bila je nastavnica Prirodoslovno-matematičkog fakulteta Sveučilišta u Zagrebu te je tada dok je tamo bila nastavnica, poticala suvremene metode u terenskom istraživanju. Objavljivala je radove o biostratigrafiji geološkog razdoblja krede. Bila je autorica i koautorica više geoloških karata koje sadrže tumače. Umrla je u Zagrebu 4. travnja 1996.